# 2009年のロシア
2009年のロシアでは、2009年のロシアに関する出来事について記述する。

## できごと

### 1月
- 1月1日 - 午前10時、ロシア、ウクライナ向けの天然ガス供給停止（「ガス紛争」の始まり）。両国間の2009年のガス価格をめぐる交渉の決裂が原因だが、親欧米のウクライナ政権を揺さぶるロシアの戦略の一環との見方もある[1][2][3]。この影響でウクライナ経由の欧州向け天然ガスの供給が減少したため、欧州各国の懸念が強まった [4]。
- 1月7日 - ロシア、ウクライナ経由の欧州向け天然ガス供給停止。ロシア側は、ウクライナが欧州向けのパイプラインを閉鎖したと非難。ガスの供給停止により、東欧諸国を中心に影響が広がり、工場の操業停止や一般家庭の暖房停止など経済や市民生活に被害をもたらした [5][6][7]。
- 1月16日 - プーチン首相、メルケル独首相とベルリンで会談。ウクライナとのガス紛争をめぐり、メルケル首相は、早期の解決を要請した [8]。
- 1月17日-18日 - プーチン首相とウクライナのティモシェンコ首相がモスクワで会談し、2009年のウクライナ向け天然ガス価格を「欧州向けのマイナス20%」とすることで合意。また、停止していたウクライナ経由の欧州向けガス供給が近く再開されると表明した [9][10]。
- 1月20日 - ロシア、ウクライナ向け及びウクライナ経由の欧州向け天然ガス供給再開。ガス紛争は20日ぶりに終息したが、被害を受けた欧州諸国では、ブルガリアが2億5,000万ユーロの損害賠償を求めるなど、ロシアに対する反発を強めた [11][12]。
- 1月27日 - 日本の漁船「第38吉丸」、日本海でロシア沿岸警備隊に拿捕される[13]。

### 2月
- 2月1日 - モスクワで、ソヴィエト連邦崩壊後初となるロシア正教モスクワ総主教就任式挙行。キリル1世が新総主教就任[14]。
- 2月4日 - ロシアなど旧ソ連圏7カ国が加盟する集団安全保障条約機構、モスクワで首脳会議を開催し、合同の即応部隊の創設に合意。北大西洋条約機構（NATO）への対抗姿勢を明らかにした [15][16]。
- 2月18日 - ロシアのサハリン州プリゴロドノエでロシア初の液化天然ガス（LNG）加工施設の稼働式典が開かれた[17]。生産されるLNGの約6割は日本向けで、式典にはロシアのメドヴェージェフ大統領や日本の麻生太郎首相が出席。

### 4月
- 4月1日-2日 - 第2回20か国・地域首脳会合（G20首脳会合、金融サミット）、ロンドンで開催。2010年末までの総額5兆ドルの財政刺激策により、世界の成長率を4%押し上げ、大規模な雇用を創出するとする共同声明を採択[18][19][20]。ロシアは、ドルに代わる新たな国際準備通貨設立を正式に提案し、中国とともにドル基軸通貨体制に対して異論を唱える場面が見られた [21][22]。
- 4月5日 - 11時30分頃、北朝鮮、日本東方の太平洋上に向けて、長距離弾道ミサイル『テポドン2号』の改良型と見られるミサイル発射実験を実施[23][24]。国際連合安全保障理事会緊急会合が開催されたが、新たな制裁決議を求める日本やアメリカに対して、ロシアは、中国などとともに慎重な対応を促し、議論はまとまらなかった [25][26]。
- 4月13日 - 国際連合安全保障理事会、北朝鮮のミサイル発射実験を非難する議長声明を全会一致で採択。ミサイルの発射を安保理決議1718に違反すると非難し、再発射の停止を求めた[27][28]。日本とアメリカは新たな安保理決議を目指していたが、ロシアは、中国とともに反対にまわり、議長声明という形での決着となった[29][30][31][32]。北朝鮮は反発し、「六ヶ国協議には2度と参加しない」と表明 [33][34]。

### 5月
- 5月12日 - ロシア連邦政府議長ウラジーミル・プーチンが訪日し、日本国内閣総理大臣麻生太郎とのあいだで日露首脳会談が行なわれる[35]。

### 6月
- 6月16日
  - ロシアのエカテリンブルクで上海協力機構（SCO）首脳会議が行われ、世界の多極化や国連中心の外交を推進すべきだとする「エカテリンブルク宣言」を採択し、閉幕[36]。
  - ロシアのメドベージェフ大統領が、「国家の枠組みを超えた準備通貨が誕生する」可能性に言及[37]。
  - BRICSによる初の公式首脳会議がエカテリンブルクで行われ、国際金融制度改革を推進する共同声明を採択[38]。

### 7月
- 7月6日 - モスクワでアメリカのオバマ大統領とロシアのメドベージェフ大統領が会談し、核弾頭削減などで合意[39]。

### 8月
- 8月1日 - メドヴェージェフ大統領は、キルギスの首都・ビシケクで同国のバキエフ大統領と会談、効力が49年に及ぶ新たな軍事協力協定を10月末までに締結することで合意。中央アジアにおけるロシア軍の恒久的駐留に道を開く内容[40]。

### 11月
- 11月27日 - モスクワ発サンクトペテルブルク行きの特急列車がモスクワ北方350キロのトヴェリ州ボロゴエ付近で脱線、26名の死者、ロシア最高検察庁はこれをテロの疑いありとして捜査に入った。[41]。

### 12月
- 12月3日 - バチカン訪問中のメドヴェージェフ大統領が、ローマ教皇ベネディクト16世と会談した結果、両国が外交関係を樹立する事で合意した[42]。
- 12月5日 - ロシア中部ベルミのナイトクラブでステージ上の花火が火元と見られる火災が発生、少なくとも101名の死者を出す惨事となった[43]。（ペルミ・ナイトクラブ火災を参照）
- 12月7日 - メドヴェージェフ大統領が、ロシア訪問中のシンインド首相とクレムリンで会談、両者はソ連時代に建造されインドへの売却が決まっていた航空母艦アドミラル・ゴルシコフの引渡しや、ロシア製原子炉の売却などで合意[44]。
- 12月28日 - ロシア極東のコジミノ港でアジア向け石油出荷施設が完成し、プーチン首相が出荷記念式典に出席した[45]。